# Roman Imgrüth
Roman Mike Imgrüth (* 19. Oktober 1982 in Basel) ist ein ehemaliger Schweizer Basketballspieler.

## Werdegang
Imgrüth wechselte 2001 vom Zweitligisten CVJM Birsfelden zum BC Boncourt in die Nationalliga A. 2003 und 2004 gewann er mit der Mannschaft die Schweizer Meisterschaft. Für Boncourt spielte er bis 2005.
Der 1,96 Meter grosse Aufbauspieler stand 2005/06 in Diensten von Hérens Basket, im Sommer 2006 wechselte er zum französischen Drittligisten Basket Club Liévinois. Hernach kehrte Imgrüth, der Schweizer Nationalspieler war, in die Schweiz zurück und spielte 2007/08 für die Geneva Devils in der Nationalliga A.